# Perișani
Perișani est une commune roumaine située dans le județ de Vâlcea.